# Norman Reedus
Norman Reedus (Hollywood, Florida, 1969. január 6. –) amerikai színész, festő, modell és rendező. 
Legismertebb szerepeinek egyike Daryl Dixon a The Walking Dead televíziós sorozatban.

## Fiatalkora
A floridai Hollywoodban született 1969. január 6-án, Marianne Yarber és Norman Reedus gyermekeként. Családja skót, és északír felmenőkkel rendelkezik. Van egy húga, Leslie. 
Nem sokkal születése után Los Angelesbe költözött a család. Ezenkívül élt még Richardsonban, Japánban, az Egyesült Királyságban és Spanyolországban. Los Angelesben egy motoros boltban dolgozott. Ebben a városban csillogtatta meg először tehetségét a festészetben, szobrászkodásban. 

## Pályafutása
Első szerepét 1997-ben kapta a Mimic – A júdás faj című horrorfilmben. 1999-ben már olyan színészekkel dolgozhatott együtt, mint Willem Dafoe. 2002-ben játszott a Penge második részében, mint Scud, Penge új segédje. 
2010-ben megkapta Daryl Dixon főszerepét a The Walking Dead című sorozatban. A Rick Grimest alakító Andrew Lincolnnal szoros barátságot ápolnak.

## Magánélete
1998-tól együtt élt Helena Christensen dán modellel, akitől 1999-ben született egy gyermeke is. 2003-ban szakítottak, de gyermekükre való tekintettel barátok maradtak.
2016 óta Diane Kruger élettársa, akitől 2018 novemberében született gyermeke.

## Filmográfia

### Film
| Év   | Magyar cím                                 | Eredeti cím                            | Szerep                           | Magyar hang        |
| ---- | ------------------------------------------ | -------------------------------------- | -------------------------------- | ------------------ |
| 1997 | Fuldokló ifjúság                           | Floating                               | Van                              | Kaszás Gergő       |
| 1997 | Mimic – A júdás faj                        | Mimic                                  | Jeremy                           |                    |
| 1997 | Hat gyilkosság egy vasárnap                | Six Ways to Sunday                     | Harold                           |                    |
| 1998 |                                            | I'm Losing You                         | Toby                             |                    |
| 1998 | Sötét öböl                                 | Dark Harbor                            | fiatal férfi                     | Seder Gábor        |
| 1998 | A szerelem rabja                           | Reach the Rock                         | Danny                            |                    |
| 1998 |                                            | Davis Is Dead                          | Larry                            |                    |
| 1999 |                                            | Let the Devil Wear Black               | Brautigan                        |                    |
| 1999 | 8 milliméter                               | 8mm                                    | Warren Anderson                  | Welker Gábor       |
| 1999 | Testvérbosszú                              | The Boondock Saints                    | Murphy MacManus                  | Stohl András       |
| 2000 | Beat                                       | Beat                                   | Lucien Carr                      | Hevér Gábor        |
| 2000 | Pletyka                                    | Gossip                                 | Travis                           | Markovics Tamás    |
| 2000 |                                            | Preston Tylk                           | Jonathan Casey                   |                    |
| 2000 |                                            | Sand                                   | Jack                             |                    |
| 2001 |                                            | The Beatnicks                          | Nick Nero                        |                    |
| 2002 |                                            | Luster                                 | futár                            |                    |
| 2002 | Penge 2.                                   | Blade II                               | 'Scud'                           | Hujber Ferenc      |
| 2002 | A drog pokla                               | Deuces Wild                            | Marco Vendetti                   |                    |
| 2003 |                                            | Nobody Needs to Know                   | Kurt                             |                    |
| 2003 | Gyilkos szándék                            | Tough Luck                             | Archie                           |                    |
| 2003 | Szekta                                     | Octane                                 | férfi                            |                    |
| 2003 |                                            | Overnight (dokumentumfilm)             | önmaga                           |                    |
| 2004 |                                            | Until the Night                        | Robert                           |                    |
| 2005 | Szerelem sokadik látásra                   | A Lot like Love                        | Emily exbarátja a reptéren       |                    |
| 2005 | Antitest                                   | Antikörper                             | Schmitz rendőr                   |                    |
| 2005 | Az első szexikon                           | The Notorious Bettie Page              | Billy Neal                       | Láng Balázs        |
| 2006 | Bosszúszomj                                | A Crime                                | Vincent Harris                   | Dányi Krisztián    |
| 2007 | Amerikai gengszter                         | American Gangster                      | Norman Reilly nyomozó            |                    |
| 2007 |                                            | Moroz po kozhe                         | Ray Perso                        |                    |
| 2008 | Hős kerestetik                             | Hero Wanted                            | Swain                            | Kapácsy Miklós     |
| 2008 |                                            | Red Canyon                             | Mac                              |                    |
| 2008 | Cadillac Records – Csillogó fekete lemezek | Cadillac Records                       | mérnök                           |                    |
| 2009 | A hírnök 2. – A vég kezdete                | Messengers 2: The Scarecrow            | John Rollins                     | Bozsó Péter        |
| 2009 | Pandorum                                   | Pandorum                               | Shepard                          | Welker Gábor       |
| 2009 | Testvérbosszú 2.                           | The Boondock Saints II: All Saints Day | Murphy MacManus                  | Dányi Krisztián    |
| 2010 |                                            | Meskada                                | Dennis Burrows                   |                    |
| 2010 | A cinkos                                   | The Conspirator                        | Lewis Powell                     | Simon Kornél       |
| 2010 |                                            | 8 Uhr 28                               | idegen                           |                    |
| 2011 |                                            | Hello Herman                           | Lax Morales                      |                    |
| 2012 |                                            | Night of the Templar                   | Henry Flesh                      |                    |
| 2013 | Vasember – Technovore ébredése             | Iron Man: Rise of Technovore           | Frank Castle / Megtorló (hangja) |                    |
| 2013 |                                            | Sunlight Jr.                           | Justin                           |                    |
| 2013 | Eszement zaci                              | Pawn Shop Chronicles                   | Stanley                          | Kis Horváth Zoltán |
| 2014 | Felnyomva                                  | Stretch                                | önmaga (cameo)                   | Seder Gábor        |
| 2015 | Vakáció                                    | Vacation                               | kamionsofőr (cameo)              |                    |
| 2015 | Légszomj                                   | Air                                    | Bauer                            | Makranczi Zalán    |
| 2015 |                                            | Sky                                    | Diego                            |                    |
| 2016 | Tripla kilences                            | Triple 9                               | Russel Welch                     | Schmied Zoltán     |
| 2017 |                                            | Alien Invasion: S.U.M.1                | K.E.R.4 (hangja)                 |                    |
| 2023 | Motorosok                                  | The Bikeriders                         | Funny Sonny                      | Schmied Zoltán     |
| 2025 | Balerina                                   | From the World of John Wick: Ballerina | Daniel Pine                      | Schmied Zoltán     |

Rövidfilmek
- 2006: Walls – Henry Flesh
- 2006: I Thought of You – ismeretlen szerep (forgatókönyvíró és rendező)
- 2007: Meet Me in Berlin – névtelen amerikai
- 2008: Dead*Line – Seth
- 2008: Clown – Lucien
- 2010: Ollie Klublershturf vs. The Nazis – Barry
- 2018: The Limit – Max

### Televízió
| Év        | Magyar cím                               | Eredeti cím                       | Szerep                   | Megjegyzések                                                                                          |
| --------- | ---------------------------------------- | --------------------------------- | ------------------------ | --- |
| 2003      | Bűbájos boszorkák                        | Charmed                           | Nate Parks               | 2 epizód                                                                                              |
| 2005      | A horror mesterei                        | Masters of Horror                 | Kirby                    | 1 epizód                                                                                              |
| 2006      | Esküdt ellenségek: Különleges ügyosztály | Law & Order: Special Victims Unit | Derek Lord               | 1 epizód                                                                                              |
| 2006      |                                          | 13 Graves                         | Norman                   | tévéfilm                                                                                              |
| 2009      |                                          | The Chase                         | veszélyes fickó          | minisorozat (1 epizód)                                                                                |
| 2010      | Hawaii Five-0                            | Hawaii Five-0                     | Anton Hesse              | 1 epizód                                                                                              |
| 2010–2022 | The Walking Dead                         | The Walking Dead                  | Daryl Dixon              | - visszatérő szereplő (1. évad) - főszereplő (2–11. évad) - 148 epizód - magyar hangja Schmied Zoltán |
| 2016      | Amerikai fater                           | American Dad!                     | Tim (hangja)             | 1 epizód                                                                                              |
| 2016      | Turbó Spuri                              | Turbo Fast                        | Wild Pete (hangja)       | 1 epizód                                                                                              |
| 2016      | Voltron: A legendás védelmező            | Voltron: Legendary Defender       | Rolo (hangja)            | 1 epizód                                                                                              |
| 2016–     |                                          | Ride with Norman Reedus           | önmaga (házigazda)       | dokumentumsorozat                                                                                     |
| 2017      | Robotcsirke                              | Robot Chicken                     | Daryl Dixon (hangja)     | 1 epizód                                                                                              |
| 2018      |                                          | Ballmastrz: 9009                  | Bacchus LaBrute (hangja) | 1 epizód                                                                                              |
| 2021      |                                          | Helluva Boss                      | Striker (hangja)         | 1 epizód                                                                                              |
| 2021      |                                          | The Walking Dead: Origins         | Daryl Dixon / önmaga     | 1 epizód                                                                                              |
| 2023–2026 | The Walking Dead: Daryl Dixon            | The Walking Dead: Daryl Dixon     | Daryl Dixon              | főszereplő és vezető producer                                                                         |

### Videójátékok
| Év   | Cím                                 | Szerep             | Fejlesztő          | Kiadó                                           |
| ---- | ----------------------------------- | ------------------ | ------------------ | ----------------------------------------------- |
| 2013 | The Walking Dead: Survival Instinct | Daryl Dixon        | Terminal Reality   | Activision                                      |
| 2014 | P.T.                                | Főszereplő         | Kojima Productions | Konami                                          |
| 2019 | Death Stranding                     | Sam Porter Bridges | Kojima Productions | Sony Interactive Entertainment, 505 Games       |
| 2025 | Death Stranding 2: On the Beach     | Sam Porter Bridges | Kojima Productions | Sony Interactive Entertainment, Guerrilla Games |

## További információ
- Hivatalos oldal
- Norman Reedus a Facebookon
- Norman Reedus a PORT.hu-n (magyarul)
- Norman Reedus az Internetes Szinkronadatbázisban (magyarul)
- Norman Reedus az Internet Movie Database-ben (angolul)
- Norman Reedus a Rotten Tomatoeson (angolul)